# Z życia nicponia
Z życia nicponia (niem. Aus dem Leben eines Taugenichts) – to nowela Josepha von Eichendorffa napisana w latach 1822/1823 i opublikowana w 1826 roku. Dzieło jest uznawane za szczytowe osiągnięcie liryczno-muzykalnej sztuki literackiej tamtego okresu i postrzegane jako wzorcowy tekst, oddający klimat późnego romantyzmu. Von Eichendorff nadał utworowi otwartą formę, przyozdabiając go licznymi wierszami.

## Fabuła

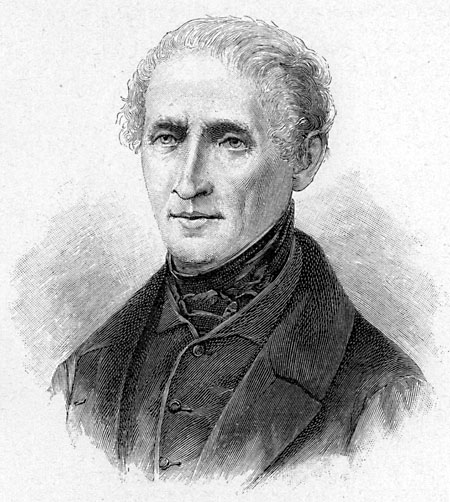
Joseph von Eichendorff

Określany mianem nicponia bohater zostaje przez ojca wysłany w świat, jako iż ten pozostawiał na jego barkach wszystkie obowiązki i był w domu całkowicie bezużyteczny. Protagonista bierze więc swoje skrzypce i opuszcza wioskę bez konkretnego celu bądź zadania. Szybko zatrzymuje się koło niego kareta podróżna z dwiema kobietami, które są zafascynowane jego muzyką. Zabierają go więc do zamku, blisko Wiednia, gdzie zostaje mu powierzona praca w ogrodzie. Nicpoń zakochuje się w młodszej z dam, a dzięki szczególnym zasługom zostaje przez tamtejszą władzę zatrudniony w roli poborcy cła. Z ogrodu zręcznie pozbywa się wszystkich ziemniaków i sadzi w ich miejsce kwiaty, które regularnie dostarcza swojej wybrance. Sam postanawia zrezygnować z podróżowania i oszczędzać pieniądze, zaprzyjaźnia się także z klucznikiem. Gdy jednak pewnego dnia spostrzega na balkonie swoją „najpiękniejszą damę” w towarzystwie oficera, pakuje wszystkie rzeczy i opuszcza zamek, myśląc że jest ona dla niego nieosiągalna.
Wybiera się do Włoch i po drodze zatrzymuje się w małej wiosce. Siedząc przed gospodą spotyka dwóch jeźdźców, których postrzega jako rabusiów. Obaj żądają od niego, by zaprowadził ich do wioski znanej jako B. Sami podają się za malarzy Leonarda i Guido. Cała trójka udaje się w dalszą drogę, podróżując zarówno za dnia, jak i w nocy. Odpoczywając pewnego razu w gospodzie, nicpoń budzi się z rana w pustym pokoju bez jego towarzyszy. Sam znajduje przeznaczoną dla niego sakiewkę z pieniędzmi i słysząc ponaglenia woźnicy, rusza w dalszą drogę. Wkrótce dociera do zamku, gdzie zostaje ugoszczony przez starszą damę i wychudzonego mężczyznę.
Po obfitym posiłku nicpoń zostaje zaprowadzony do wspaniałej komnaty, gdzie rezydent mógłby wieść życie jakie każda istota na tym świecie może sobie tylko wymarzyć. Pewnego dnia jednak otrzymuje list od „pięknej damy” (Aurelii), która prosi go, by ten do niej wrócił, gdyż nie potrafi ona bez niego żyć.
Uradowany postanawia wrócić do ukochanej. Uciekając pośpiesznie z zamku i nie znając przy tym dokładnej drogi, przybywa ostatecznie do Rzymu. Tam na jednej z ulic wydaje mu się, że słyszy głos jego wybranki oraz widzi jakąś białą sylwetkę. Ponieważ jego poszukiwania pozostają bezowocne, szybko zasypia pod gołym niebem. Z rana zbliża się do niego rodak i przedstawia się jako malarz, zapraszając go do swojej posiadłości, gdzie ma on okazję obejrzeć jego malowidła. Nicponiowi podobają się w szczególności dwa obrazy i pyta się artysty, czy jest ich autorem. Ten jednak odpowiada, że zostały one namalowane przez Leonarda da Vinci i Guido Reniego.
Bohater szybko oznajmia, że obu malarzy zna osobiście, gdyż podróżował z nimi w drodze do Włoch. Malarz dodaje, że jest twórcą obrazu kobiety, którą sportretował, gdy ta przybyła do Rzymu, mając na celu odnalezienie nicponia, Leonarda i Guido. Zachwycony tymi wieściami, udaje się on w poszukiwania ukochanej i wraca do miejsca, gdzie widział dziwną białą postać. Jego wysiłki nie zostają jednak nagrodzone.
Malarz zabiera go do ogrodu, gdzie nagle zjawia się para młodych ludzi, uwikłana w sprzeczkę. Nicpoń rozpoznaje pokojówkę z zamku, gdzie mieszkała jego „najpiękniejsza dama”. Wręcza mu ona kartkę, na której widnieje zaproszenie na spotkanie z młodą hrabiną. Udaje się on więc pośpiesznie w wyznaczone miejsce i dostrzega tam postać w płaszczu malarza, którego niedawno poznał. Z wielkim krzykiem rzuca się on w jej kierunku, jednak w ostatniej chwili potyka się o kwiaty i upada na ziemię. Gdy spogląda na osobę w białym stroju, rozpoznaje pokojówkę.
„Piękna, dostojna dama”, z którą ten miał się spotkać przybywa na umówione spotkanie. Nicpoń jednak zamiast Aurelii widzi „dużą, korpulentną kobietę, rzucającą mu dziwne spojrzenia”. Rozczarowany bohater udaje się więc w drogę powrotną do Niemiec. Będąc w podróży spotyka trzech studentów z Pragi. Jeden z nich oznajmia, że jego kuzyn jest klucznikiem w zamku niedaleko Wiednia. Z rozmów między towarzyszami nicpoń dowiaduje się, że na dworze jest wyprawiane wesele, przez co natychmiast nasuwa mu się na myśl „jego piękna dama”. Gdy wreszcie docierają na miejsce, protagonista biegnie szybko do ogrodu, gdzie słyszy głos Guido i dostrzega kobietę, wykrzykującą na jego widok.
Ku jego zdziwieniu spotyka on tam także Leonarda, który bierze za rękę „piękną damę” i wyjaśnia koniec końców zawiłą historię. Guido to w rzeczywistości Flora, jego ukochana. Jej matka początkowo nie pochwalała miłości między nimi z uwagi na jeszcze jednego kandydata. Z tego powodu oboje przebrali się za malarzy i uciekli do Włoch. Byli jednak cały czas śledzeni i pozwolili nicponiowi odłączyć się o nich. Chwilę później opisana jest rozmowa Aurelii z bohaterem. Wyznaje ona, że nie jest hrabiną, a tylko siostrzenicą klucznika. Oboje się pobierają, a od hrabiego otrzymują w podarunku zamek. Po weselu postanawiają się wybrać na wspólną podróż do Włoch.

## Figury
Bohaterów noweli można podzielić ze względu na ich nastawienie do życia na dwie grupy:
- Osoby, które optymistycznie patrzą w przyszłość i które są odważne, żądne przygód i mocno związane z naturą (romantycy)
- Figury, które można określić jako gnuśne, pesymistyczne i nudne, stanowiące kontrast dla pierwszej grupy (filistrowie)

## Obraz nicponia
Nicpoń, protagonista noweli, zostaje przez pracowitego ojca wysłany w świat, by nauczyć się samodzielności i odpowiedzialności. Już w tym momencie uwidaczniają się różne filozofie życiowe. Ojciec podkreśla rolę samodzielnego zarabiania na własne utrzymanie, podczas gdy nicpoń żyje marzeniami na błogą i szczęśliwą egzystencję.
Autorowi udaje się scharakteryzować i stworzyć wymowny obraz protagonisty poprzez przedstawienie licznych wydarzeń z jego udziałem i jak przez samo określanie go mianem nicponia. Dzięki temu charakterystyka zewnętrzna nie jest w noweli niezbędna i staje się drugorzędnym elementem.
Bohater zachowuje się bardzo otwarcie w stosunku do napotkanych nieznajomych, potrafi także zrobić na nich dobre wrażenie dzięki bezstronnemu i spokojnemu zachowaniu, jak i bezpretensjonalności. Z punktu widzenia racjonalistycznego nie posiada on natomiast żadnych przydatnych zdolności, co więcej jest bezużyteczny i chce on także przez ten pryzmat widzieć resztę świata (patrz: opieka nad ogrodem – kwiaty zamiast ziemniaków czy obdarowywanie damy prezentami). Potrafi grać na skrzypcach, co pozwala mu na wyrażanie emocji i na rozweselanie innych ludzi. Duchowe usposobienie bohatera ulega zmianie, gdy zostaje on wplątany w sytuacje i zdarzenia, w których jest skonfrontowany z pozytywnymi i negatywnymi emocjami.
Jego wewnętrzna charakterystyka jest momentalnym odzwierciedleniem stanu natury, jak i wiąże się z opisywanymi przez autora wrażeniami krajobrazowymi. Nicpoń potrafi docenić jej walory, różnorodność, jak i piękno. Od samego początku nie ma on żadnych planów, a jego potrzeby bezustannie oscylują wokół próżniactwa i tułaczki, przepełnionej nadzieją i oczekiwaniami. Dopiero gdy dociera do zamku koło Wiednia, zmienia nastawienie, zakochując się w córce klucznika. Przepełniony myślami zdobycia Aurelii, jest on ostatecznie w stanie, głównie dzięki uporowi i zaciętości, zrealizować swoje zamierzenia. Egzystencja bohatera nie jest uwarunkowana przez mieszczański styl życia, a on sam osiąga ostatecznie szczęście, z którym wiąże miłość, wesołość i bezpretensjonalność.

## Narracja
Wydarzenia są opisywane z perspektywy pierwszoosobowej, a sam narrator jest integralną częścią przedstawionej rzeczywistości i udziela się w akcji fabuły.
Czytelnik jest więc ograniczony subiektywną wizją narratora, co wywołuje odczucie szczególnie głębokiej więzi z jego osobą. Poza tym von Eichendorff umieszcza w tekście niektóre z jego wierszy, które nicpoń wyśpiewuje, przygrywając na skrzypcach. Nowela przypomina bajkę, co wyraża się poprzez szczęśliwe zrządzenia losu, warunkujące życie nicponia, ale także poprzez opisy krajobrazów z zamkami, ogrodami i lasami w tle.

## Wydania
- Oryginał w języku niemieckim ukazał się w 1826 roku.
- Pierwsze polskie wydanie pochodzi z 1924 roku, tłum. W. Kędzierski[1].
- Poezje Gedichte Z życia nicponia, wydawnictwo Verum, rok wydania 1997, tłum. A. Lam

## Ekranizacja
Nowela została zekranizowana w roku 1973. Reżyserem filmu Z życia nicponia był Celino Bleiweiß, a w roli tyłowej wystąpił Dean Reed.
Fabularnie do dzieła nawiązywała także produkcja Bernharda Sinkla z 1978 roku z Jackiem Breuerem w roli głównej.

## Literatura
- Freund-Spork, Walpurga: Joseph von Eichendorff: Aus dem Leben eines Taugenichts. Königs Erläuterungen und Materialien (Bd. 215). Hollfeld: Bange Verlag 2003. ISBN 978-3-8044-1800-4.
- Klöhr, Friedhelm: „Joseph von Eichendorff. Aus dem Leben eines Taugenichts” Freising: Stark-Verlag. 1999. (=Interpretationshilfe Deutsch). ISBN 3-89449-438-7.
- Schulz, Hartwig: „Erläuterungen und Dokumente zu: Josepf von Eichendorff, Aus dem Leben eines Taugenichts”, Reclam Stuttgart 2001, ISBN 978-3-15-008198-3.
- Pelster, Theodors: „Lektürehilfe zu: Joseph von Eichendorff, Aus dem Leben eines Taugenichts”, Reclam Stuttgart 2001, ISBN 978-3-15-015306-2.